# 九州じゃんがら

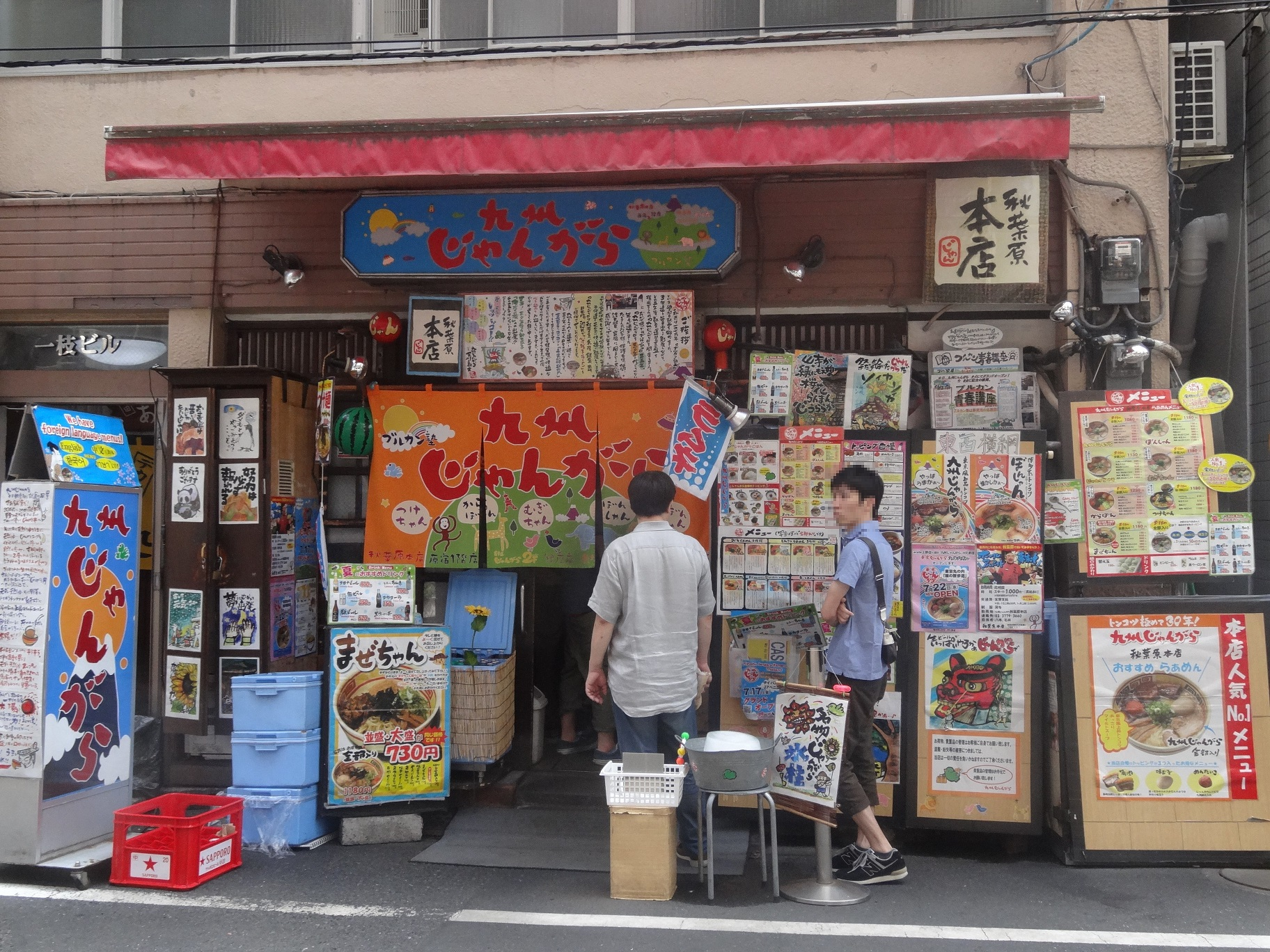
秋葉原本店

九州じゃんがら（きゅうしゅうじゃんがら）は、タスグループに属する株式会社タス21が東京都内の各地で運営する九州系豚骨ラーメン店である。略称じゃんがら。九州じゃんがららあめん（きゅうしゅうじゃんがららあめん）は、同社の登録商標である。

## 沿革
慶應義塾大学法学部を卒業した下川高士（1954年 - ）は、子供好きで、大ファンだった青春群像ドラマ『俺たちの旅』の影響を受けて、当時勤めていたヤクルト本社を退職、1979年（昭和54年）東京都杉並区に学習塾のブルカン塾を開く。
開塾して1年、家計に苦しむ家庭とその状況に置かれた子供たちを見て、保護者の都合から授業料を払えないということだけで通塾は断れないと考え、金銭的に苦しい子供たちの授業料を免除する。しかし、年を追うごとに当時の経済状況から授業料を払えない家庭が増えていき、そうした子供たちも受け入れていたことで採算度外視でボランティア化した結果、塾の運営基盤が揺らぐ事態となる。
こうした中で下川らは、塾をきちんと運営しながら自らの生活基盤を安定化できるような仕事は無いかと考え始める。そしていきついた答えがラーメン店の運営であった。昼はラーメン作り、夜は塾の運営という体制で、真心を込めたラーメン作りをし、自分たちの頑張りを子供たちに見せることで生きるというメッセージを伝えることができるというものである。熊本県で育った下川（生まれは東京都）を始め、スタッフのほとんどが九州出身だったこともあり、豚骨系ラーメンに決まり、長崎県の卓袱料理の料理人・野田利政に師事する。
1984年（昭和59年）にじゃんがらを開業してからも味やサービスの向上を行い続け、各種メディアに取りあげられるようになり、なんでんかんでんと並んで豚骨ラーメンの普及に重要な役割を果たしていった。現在は塾と独立した経営を行っているが、同塾で講師をしていた店長やチーフ、同塾の卒業生が店員になることも多い。

## 九州じゃんがら 店舗

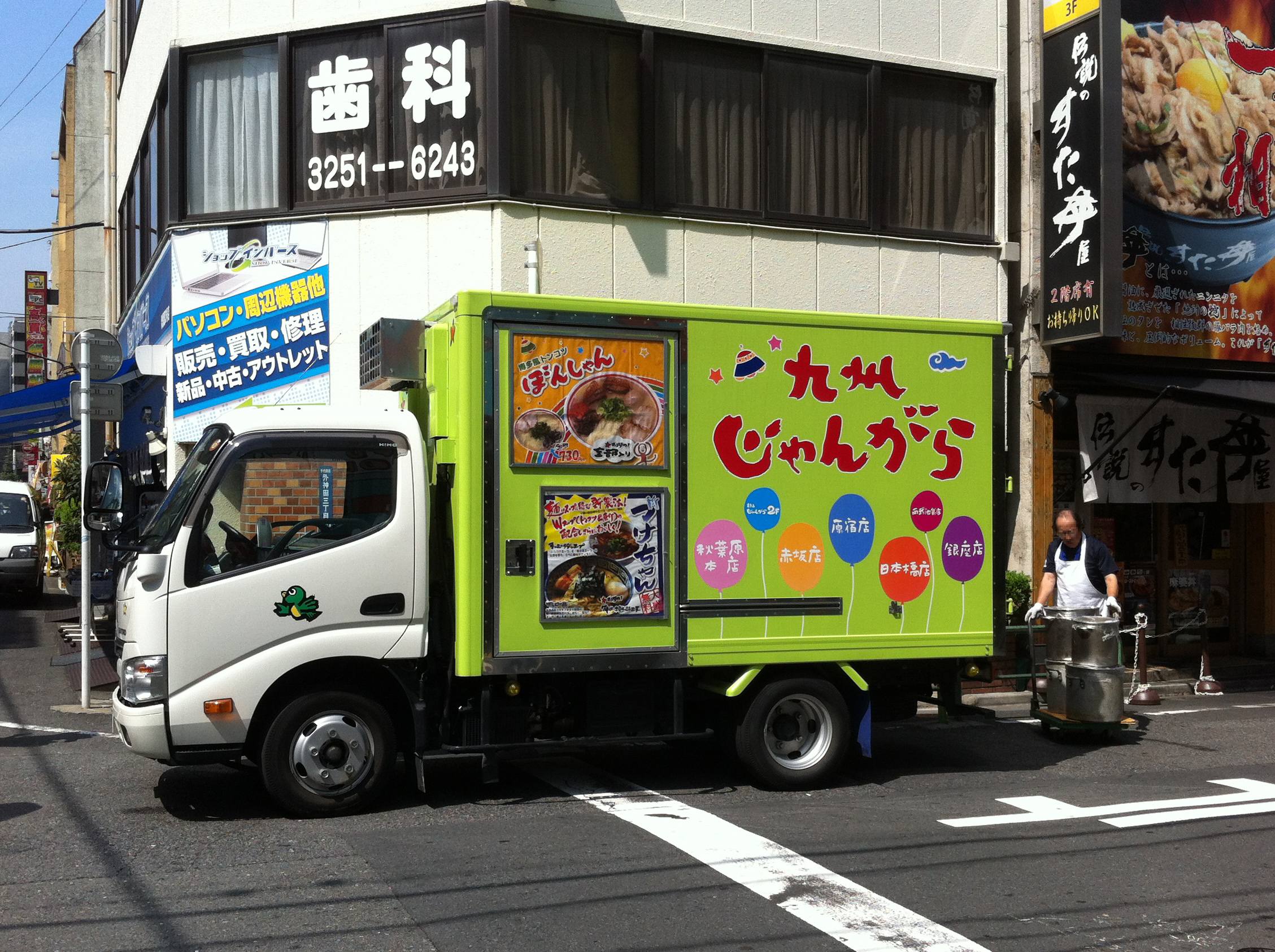
九州じゃんがらの配送車両

### 秋葉原本店
1984年開店。創業から現在まで、大きなリノベーションを行っておらず、席の配置の都合から生まれた個室のような一人席がある。

### 原宿店
1986年にJR原宿駅から近い表参道沿いのビルの2階に開店。2021年の業態変更に伴い、原宿店の名称は同じビルの階下に1993年に開店した店舗（原宿1階店）に引き継がれた。

### 銀座店
1991年に銀座七丁目に開店。ビルの取り壊しに伴い2006年に閉店。2010年7月に銀座六丁目に再開店。

### 赤坂店
1994年開店。日枝神社のそばに店舗を構えていたが、2008年7月に赤坂サカスそばに移転。2004年3月2日の昼に当時総理大臣であった小泉純一郎が食事して話題となる。

### 西武池袋店
2011年に西武池袋本店8階に開店。

### 過去に存在した店舗
- 神田西口店 - 2007年開店。上記銀座店の閉店に伴い、長引いた場所探しの末オープン。銀座店の再開店に伴い2010年6月に閉店。
- 日本橋店 - 2000年開店。店舗のある日本橋1丁目中地区エリアの再開発開始に伴い、2020年9月25日で閉店。今後移転先を検討するとしている[8]。

## 系列店舗

### 九州じゃんがらプラス
- 神田須田町一二三店 - 2020年新形態店舗として開業。店名の「一二三」は神田須田町1丁目2番地3号に所在することから[9]。2023年閉業。

### ヴィーガンビストロじゃんがら
九州じゃんがら 旧原宿店をフルリノベーションして2021年に開店。豚骨ラーメンとは異なるプラントベース（植物由来の材料）の料理をカジュアルに提供する店舗。同じグループ内企業である株式会社TOKYO-T'sが経営するヴィーガンレストラン「T'sレストラン」の協力を得ている。

### バール・デ・じゃんがら
文化交流倶楽部 バール・デ・じゃんがら - 1990年に原宿で開店したバー。ラーメンは提供しておらず、看板を出していない。

### 東京らあめんタワー
これまで九州じゃんがらの味を生み出してきた「じゃんがらうまか味研究会」による系列店舗。豚骨系ではなく醤油ラーメンを中心としている。
- 芝大門本店 - 2009年7月13日開店。

過去に存在した店舗
- 神田明神下店 - 2015年12月18日オープン。「神田明神下」としているが九州じゃんがら秋葉原本店からほど近い場所にある。2016年8月31日閉店。

## 業務提携

### 東京じゃんがら
JR東日本クロスステーション（旧 日本レストランエンタプライズ）と業務提携による新業態店。主に駅構内などに出店する。九州じゃんがらで提供しているメニューだけでなく、この店オリジナルのメニューも用意している。
- ecute上野店 - 2015年3月10日、JR東日本上野駅構内のecute上野に開店[11][12]。
- Tokyo Food Bar成田空港店 - 成田空港第1ターミナル内のTokyo Food Bar成田空港に開店。

過去に存在した店舗
- カラフルタウン岐阜店 - 2015年10月31日、岐阜県岐阜市のカラフルタウン岐阜に開店[13]。2017年閉店。
- イオンモール浦和美園店 - 2018年閉店。
- 丸ノ内店 - 2015年7月22日、JR東京駅丸ノ内北口の味の散歩道に開店[14]。2020年2月閉店[15]。
- 秋葉原店 - 2015年11月21日、JR秋葉原駅構内に開店[16]、2024年5月6日閉店[17]。

### Kyushu Jangara Thailand
- タイ王国の複合企業PM-GROUPとの業務提携による新業態店。タイ王国・バンコクのJアベニューに2015年開店した初の海外店舗[18]。バンコク市内で複数店舗を展開している。

## コラボレーション

### 日本航空
日本航空と機内食用ラーメン「JAL特製『九州じゃんがら』　ヘルシーラーメン」を共同開発。2013年12月より、JAL国際線欧米発日本行にて提供している。肉類を使用しないプラントベースラーメンとなっている。

### ヤマダイ
ヤマダイのカップ麺「ニュータッチ」のシリーズとして、2013年12月9日に「からぼん」を元にした「九州じゃんがら辛とんこつラーメン」を全国発売。
翌年以降、2020年の「九州じゃんがら とんこつ不使用の熊本風らぁめん」まで毎年異なるメニューを元にしたカップ麺を発売した。

### その他
2017年に俳優のキアヌ・リーブスが赤坂店に来店したことから、彼が主演する映画「レプリカズ」と「ジョン・ウィック:パラベラム」の日本公開の際には、SNS上と九州じゃんがら店舗でタイアップキャンペーンが行われた。

## メニュー

### ラーメン

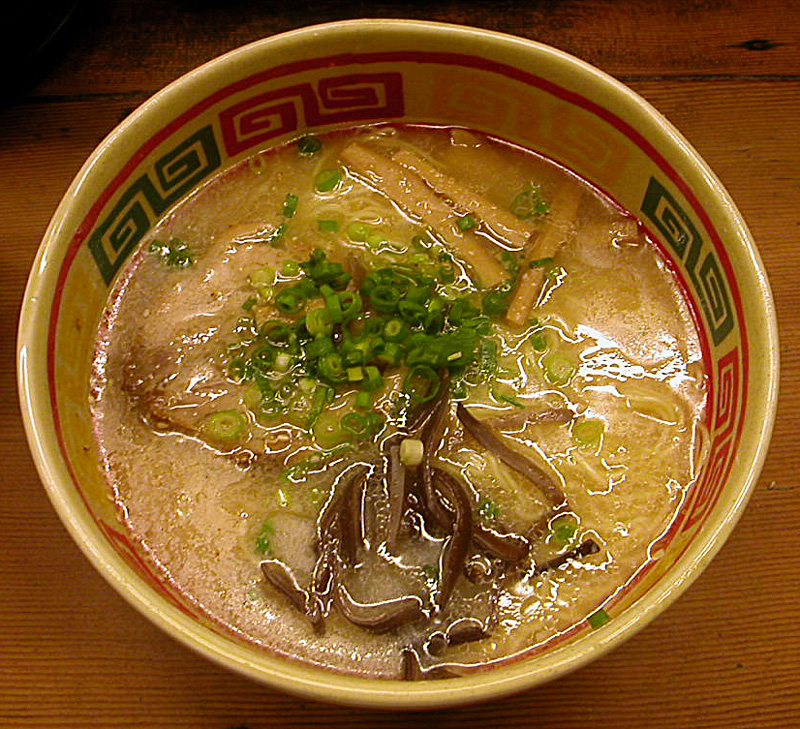
九州じゃんがららあめん

豚骨ベースのラーメンだが、種類ごとにアレンジを加えている。店舗によって取り扱うメニューが異なる。
九州じゃんがら（略称じゃんがら）
1984年発売。豚骨と鶏ガラベースで東京風醤油系の要素を組み合わせたもの。マイルドな味わいとなっている。
九州じゃんがらみそ（略称じゃんがらみそ）
1984年発売。じゃんがらのスープにオリジナルの合わせ味噌を溶かして混ぜ合わせたもの。
ぼんしゃん
1988年発売。濃厚でこってりかつクリーミーな豚骨ラーメン。博多ラーメンに近い。
こぼんしゃん
1994年発売。じゃんがらをベースにマー油を合わせたもの。マイルドな味わいとなっている。熊本ラーメンに近い。
からぼん
2002年発売。ぼんしゃんのスープに10種類のスパイスを加えた、辛さを重視したもの。
むぎちゃん
2004年発売。じゃんがらのスープに九州名産の麦味噌を合わせたもの。従来の味噌味も併売されている。秋葉原本店と赤坂店で通年メニューとして販売されている。その他の一部店舗では冬季メニューとして販売されている。
納豆むぎちゃん
2007年発売。むぎちゃんに特製のひきわり納豆をトッピングしたもの。赤坂店でのみ通年メニューとして販売されている。その他の一部店舗では冬季メニューとして販売されている。
レッドじゃんがら
2009年発売。じゃんがらのスープにトマトベースのあんを混ぜ合わせ、唐辛子で辛くしたもの。コロナ禍による商品数縮少に伴い、現在販売している店舗はない。
しおちゃん
1994年発売。塩味のラーメンで透明なスープが特徴。一部店舗にて過去に取り扱いがあったものの、現在では販売している店舗はない（1996年頃、赤坂店では取り扱っていた）。

### つけ麺ほか
つけちゃん
2002年発売。魚介だし醤油系のつけ麺。銀座店と西武池袋店で通年メニューとして販売されている。その他の一部店舗では夏季メニューとして販売されている。香辛料を加えた「レッドつけちゃん」などのバリエーションがある。
まぜちゃん
2010年発売。じゃんがら版のまぜそばで、醤油だれと焼きあごのだしを使っている。コロナ禍による商品数縮少に伴い、現在販売している店舗はない。

### 植物性ラーメン
2012年に期間限定で販売された野菜だしの「全部野菜の醤油らあめん」以降、スープ、麺ともに動物性の材料を使っていない３種類のプラントベースラーメンが販売されている。店舗毎に取り扱いが異なる。
濃い口醤油のヴィーガンらあめん
2016年発売。
和風ゆず塩ヴィーガンらあめん
2018年発売。
熊本マー油のヴィーガンらあめん
2020年発売。創業35周年を記念した意欲作で、プラントベースで熊本風ラーメンを再現している。

### トッピング
基本トッピング
基本の具として下記のトッピングがある。
- キクラゲ
- チャーシュー
- メンマ
- ネギ
- ゴマ

有料トッピング
有料のオプションとして、下記のトッピングを選択できる。基本トッピングも有料で追加できる。
- 角肉　(長崎しっぽく風角肉)
- 味玉子
- オリジナル明太子　-　豚骨ラーメン向けに辛みと甘みの味のバランスを取り、すぐにスープに溶け出さないよう粘りを調整してある。
- カピタン - 揚げにんにく
- 海苔 - 八つ切りと刻みがある。

無料トッピング
- 辛子高菜
- 紅生姜

そのほか、すりごまやおろしニンニクなどが卓上に用意されており、無料で自由に味変できる。
全部入り
角肉、味玉子、明太子の全てのトッピングを入れることを「全部入り」と呼び、おすすめとしている。ラーメンにトッピングを全部入れる「全部入り」という呼称は九州じゃんがらが発祥とされる。
替え玉
１玉分の替え玉のほか、半替え玉がある。

## スープの変遷
秋葉原本店で過去に提供されていたじゃんがらは濃厚クリーミーな味であった。1990年代中期頃からしだいにライトな味に変化し始め、現在のマイルドであっさりとしたじゃんがらとなった（そのため、当時ぼんしゃんは秋葉原本店には存在しなかった）。これにより「あっさり系のじゃんがら」と「濃厚系のぼんしゃん」という2つの軸が完成した。

## 類似店
九州じゃんがらに名称が酷似しているラーメン店として、かつては水戸市に本拠を構える株式会社自然物語が経営母体に関東地方を中心に全国的に店舗を構えていた「元祖じゃんがららぁめん」というラーメン店があったが、急激な多店舗展開が災いして経営が悪化し、民事再生法による再生手続を経た後、2005年11月に破産。それに伴い経営母体が移転している。味はまったく異なるが九州じゃんがらが有名になったこと、元祖じゃんがらがチェーン展開を幅広く行い「じゃんがら」を商標登録していたことなどから、両店を混同する客は多かった。九州じゃんがらは店頭やウェブサイトで混同しないように注意を呼び掛けており、元祖じゃんがら名称の店舗がほとんど閉店した後も、「じゃんがら」を意識したと思われる店名で外見の雰囲気なども似せ、九州とんこつラーメンを出す店が都内の繁華街に複数存在することから、混同を避けるための呼び掛けは続いている。